# Saint-Ouën-des-Toits
Saint-Ouën-des-Toits település Franciaországban, Mayenne megyében. Lakosainak száma 1782 fő (2022. január 1.). Saint-Ouën-des-Toits La Baconnière, Andouillé, Le Bourgneuf-la-Forêt, Changé, Le Genest-Saint-Isle, Olivet, Port-Brillet és Saint-Germain-le-Fouilloux községekkel határos.

## Népesség
A település népessége az elmúlt években az alábbi módon változott:
| Lakosok száma | 769  | 1093 | 1287 | 1668 | 1673 | 1722 | 1749 | 1782 | 1782 | 1782 |
|               | 1968 | 1982 | 1990 | 2006 | 2013 | 2015 | 2017 | 2019 | 2020 | 2022 |